# 존 루이스 (정치인)
존 루이스(영어: John Robert Lewis, 1940년 2월 21일 ~ 2020년 7월 17일)은 미국의 민권운동가이자 정치인이었다. 그는 미국 민주당원이자, 1987년부터 사망 시까지 33년간 미국 조지아주 제5선거구의 연방 하원 의원이었으며, 2006년에는 민주당 하원 원내 수석 부총무를 역임했다. 그의 선거구는 애틀란타시 북부의 약 3/4를 차지한다.
존 루이스는 1960년 이후 흑인 민권운동에서 중요한 역할을 해왔다. 그는 1960년대 학생 비폭력 조정 위원회(SNCC, Student Nonviolent Coordinating Committee)의 의장으로 활동했고, 1965년 앨라배마주 셀마에서 마틴 루터 킹 주니어 목사와 함께 몽고메리의 투표권 행진을 주도했다. 버락 오바마 대통령이 "미국 의회의 살아있는 양심"으로 칭송한 바 있으며, 정파를 넘어 존경받아왔다.
2019년 12월 29일, 췌장암 4기 치료 중임을 밝혔고 2020년 7월 17일 사망했다.

## 어린 시절
앨라배마주의 물납 소작인의 아들로 태어났다.

## 학생 운동 및학생 비폭력 조정 위원회
1961년 존 루이스는 13명의 프리덤 라이더 운동가들 중 한 명으로 이 운동을 이끌었다. 1963년 그가 창립 회원으로 있던 학생 비폭력 조정 위원회(SNCC)의 의장으로 선출되었다. 1965년 3월 루이스는 다른 SNCC 지도자들과 함께 ‘피의 일요일’사건으로 전국적으로 유명해진 셀마 몽고메리 행진을 이끌었다. 당시 그가 600여명을 이끌고 에드먼드 피터스 다리를 건너다가 선두에서 주 방위군의 타격을 받아 땅에 쓰러져 두개골 골절상으로 인해 피 흘리는 모습이 TV로 송출됨으로써 흑인들에게 가해지는 억압이 전국에 알려졌다.

## 유권자 교육 프로젝트 (VEP)
존 루이스는 1966년 뉴욕으로 이주했다. 유권자 교육 프로젝트(Voter Education Project: VEP)의 사무총장이 되어 400만 명에 가까운 소수민족 유권자를 등록시킨 조직을 이끌었다.

## 애틀란타 시 의회 재직
존 루이스는 1977년 3월과 4월 벌어진 연방하원의원 선거를 위한 민주당 후보 경선에서 위치 파울러(Wyche Fowler)에게 패배했다. 이후 1981년 애틀란타 시 의회 비례대표로 출마하여 당선되었다. 이후 1986년까지 애틀란타 시의회 의원으로 재직하였다.

## 연방하원의원재직
파울러가 9년간 하원의원으로 재직 후 상원의원 출마를 위해 하원의원직에서 물러날 의사를 밝힌 후, 존 루이스는 다시 연방하원 선거전에 참여한다. 11월 선거에서 공화당 포샤 스콧(Portia Scott)을 상대로 75%-25%의 낙승을 거두었다. 이후 2018년 선거까지 총 16회 재선되었다. 그 중 70% 미만 득표를 한 것은 1994년 69%-31%로 승리한 때 한 번 뿐이었다.

### 에드워드 스노든에 대한 평가
국가안보국(NSA)의 사생활 감시 프로그램을 폭로한 에드워드 스노든의 행동을 헨리 데이비드 소로, 마하트마 간디와 같은 시민 불복종 운동에 비유한 바 있다. 2013년 8월 《가디언》 지와 가진 인터뷰에서, 미국 정부와 정치권 대부분이 스노든을 범죄자라고 보는 시각에 대해, “스노든은 자신이 좀더 상위의 법에 호소했기 때문에 그렇게 행동했다고 얘기할 수 있을 것”이라고 평했다. 다만 이후 해당 발언에 대해 논란이 일자, “나는 스노든이 한 행동에 동의하지 않는다. 그는 미국의 국제관계와 국가안보를 손상했으며, 기밀을 누설함으로써 사람들의 생명을 위험에 빠뜨렸을지도 모른다. 그 점은 비난받아야 한다”고 자신의 발언에 덧불였다.

### 힐러리 클린턴지지 운동
2015년 존 루이스는 "힐러리를 위한 아프리카계 미국인" (African Americans for Hillary)을 결성하여 10월 출범 모임을 가졌다.
2016년 미국 대통령 선거 민주당 후보 경선에서 2016년 2월 미국 연방의회 흑인의원 모임인 블랙 코커스(CBC) 내 정치행동위원회 공동 명의로 힐러리 클린턴을 공식으로 지지했다. 그는 발언에서 "나는 (흑인 민권운동 현장에서) 솔직히 그(버니 샌더스)를 보거나 만난 적이 없다"고 언급했다. 또한 그는 덧붙여서 "나는 1963∼1966년 학생비폭력조정위원회 의장을 맡아 연좌농성과 프리덤라이즈 운동, 워싱턴 '백만 행진', 셀마-몽고메리 참정권 운동행진 등에 관여했다"며 "그러나 나는 힐러리 클린턴만 만났다"고 강조했다. 실제로는 샌더스 의원도 1963년 워싱턴 '백만 행진'에 참석하는 등 이들 운동에 부분적으로 참여한 것으로 알려졌으나, CBC 의원들은 샌더스의 이력이 클린턴이 남부 주에서 과거에 했던 흑인 민권운동에 비하면 보잘 것 없다고 보았다.

### 애틀란타 제5선거구
애틀란타 제5선거구는 2018년 기준 전체 주민들의 57.7%가 흑인, 백인 31.95%, 히스패닉 6.39%, 아시아계 4.61% 순인 인 전통적인 민주당 텃밭 지역이다. 이 선거구는 애틀랜타시의 3/4을 차지하고 있으며 이스트포인트, 드루이드힐스, 포리스트파크시 등도 포함하고 있다. 약 100년 간 1967-1973년의 플레처 톰슨(공화) 의원이 재임한 기록 외에는 전부 민주당에서 연방하원의원이 선출된 바 있다.

## 상훈
2011년 버락 오바마 대통령이 미국 대통령으로부터 민간인에게 수여하는 최고의 훈장인 대통령 자유의 메달을 수여했다.

## 사망, 장례 및 기념
2020년 7월 17일 숨을 거두었다. 트럼프 대통령은 다음 날인 18일 관공서에 조기 게양을 명령하였다. 2020년 7월 27일에서 28일 동안 루이스의 유해가 담긴 관이 워싱턴DC 국회의사당 중앙홀에 안치되었다. 트럼프 대통령은 조문을 외면한 것으로 알려졌다.
2020년 7월 31일 조지아주 애틀랜타시의 에버니저 침례교회에서 장례식이 거행되었다. 생존한 미 전직 대통령 4명 전원이 참석하거나 편지를 보내 추모했다. 빌 클린턴, 조지 W. 부시, 버락 오바마 세 명의 전 대통령이 참석하여 추모 메시지를 발표했다. 전직 대통령 중 최고령자인 지미 카터(당시 95세)는 건강 문제로 참석하지 않고 추모 서한을 보냈다. 에버니저 침례교회의 라파엘 워녹 목사가 대독하였다. 다만 트럼프 대통령은 참석하지 않았다. 같은 날 루이스가 뉴욕타임스에 미리 기고한 글이 공개되었다. 여기에서 그는 "평화와 사랑, 비폭력이 더 훌륭한 길이라는 것을 보여주기 위해 내 인생에서 할 수 있는 모든 것을 다했다"고 자신의 삶을 회고하며, "이제 여러분이 자유의 종을 울릴 차례"라고 촉구했다.
케이샤 랜스 보텀스 애틀랜타 시장은 2018년 8월 루이스 의원의 업적을 기리며 애틀랜타시에서 최고의 영예인 피닉스상을 수여했다. 또한 애틀랜타 시의회의 2017년 12월 만장 일치 찬성에 따라, 프리덤 파크웨이 도로 일부 구간의 이름이 루이스 의원의 이름을 따서, 'John Lewis Freedom Parkway'로 변경되었다. 이 도로에 인접한 공원 역시 ‘존 루이스 공원’(John Lewis Park)으로 개명되었다.
2020년 11월 7일 카멀라 해리스 부통령 당선인은 존 루이스의 생전 발언을 인용하며 대국민 연설문을 시작했다. "존 루이스 의원은 돌아가시기 전에 민주주의는 하나의 상태가 아니라 행동이다라고 말한 바 있습니다."

## 역대 선거 결과
| 선거명        | 직책명                       | 대수  | 정당   | 득표율  | 득표수    | 결과 | 당락                   |
| ------------- | ---------------------------- | ----- | ------ | ------- | --------- | ---- | ---------------------- |
| 1977년 재선거 | 하원의원 (조지아 제5선거구)  | 95대  | 민주당 | 37.58%  | 32,732표  | 2위  | 낙선                   |
| 1981년 선거   | 시의원 (애틀랜타 제18선거구) | 2대   | 무소속 | 68.18%  | 52,997표  | 1위  | 애틀랜타 시의원 당선   |
| 1985년 선거   | 시의원 (애틀랜타 제18선거구) | 3대   | 무소속 | 83.17%  | 39,903표  | 1위  | 애틀랜타 시의원 당선   |
| 1986년 선거   | 하원의원 (조지아 제5선거구)  | 100대 | 민주당 | 75.31%  | 93,229표  | 1위  | 조지아주 하원의원 당선 |
| 1988년 선거   | 하원의원 (조지아 제5선거구)  | 101대 | 민주당 | 78.20%  | 135,194표 | 1위  | 조지아주 하원의원 당선 |
| 1990년 선거   | 하원의원 (조지아 제5선거구)  | 102대 | 민주당 | 75.59%  | 86,037표  | 1위  | 조지아주 하원의원 당선 |
| 1992년 선거   | 하원의원 (조지아 제5선거구)  | 103대 | 민주당 | 72.13%  | 147,445표 | 1위  | 조지아주 하원의원 당선 |
| 1994년 선거   | 하원의원 (조지아 제5선거구)  | 104대 | 민주당 | 69.13%  | 85,094표  | 1위  | 조지아주 하원의원 당선 |
| 1996년 선거   | 하원의원 (조지아 제5선거구)  | 105대 | 민주당 | 100.00% | 136,555표 | 1위  | 조지아주 하원의원 당선 |
| 1998년 선거   | 하원의원 (조지아 제5선거구)  | 106대 | 민주당 | 78.51%  | 109,177표 | 1위  | 조지아주 하원의원 당선 |
| 2000년 선거   | 하원의원 (조지아 제5선거구)  | 107대 | 민주당 | 77.18%  | 137,333표 | 1위  | 조지아주 하원의원 당선 |
| 2002년 선거   | 하원의원 (조지아 제5선거구)  | 108대 | 민주당 | 100.00% | 116,230표 | 1위  | 조지아주 하원의원 당선 |
| 2004년 선거   | 하원의원 (조지아 제5선거구)  | 109대 | 민주당 | 100.00% | 202,216표 | 1위  | 조지아주 하원의원 당선 |
| 2006년 선거   | 하원의원 (조지아 제5선거구)  | 110대 | 민주당 | 99.95%  | 122,380표 | 1위  | 조지아주 하원의원 당선 |
| 2008년 선거   | 하원의원 (조지아 제5선거구)  | 111대 | 민주당 | 99.95%  | 231,368표 | 1위  | 조지아주 하원의원 당선 |
| 2010년 선거   | 하원의원 (조지아 제5선거구)  | 112대 | 민주당 | 73.72%  | 130,782표 | 1위  | 조지아주 하원의원 당선 |
| 2012년 선거   | 하원의원 (조지아 제5선거구)  | 113대 | 민주당 | 84.39%  | 234,330표 | 1위  | 조지아주 하원의원 당선 |
| 2014년 선거   | 하원의원 (조지아 제5선거구)  | 114대 | 민주당 | 100.00% | 170,326표 | 1위  | 조지아주 하원의원 당선 |
| 2016년 선거   | 하원의원 (조지아 제5선거구)  | 115대 | 민주당 | 84.44%  | 253,781표 | 1위  | 조지아주 하원의원 당선 |
| 2018년 선거   | 하원의원 (조지아 제5선거구)  | 116대 | 민주당 | 100.00% | 275,406표 | 1위  | 조지아주 하원의원 당선 |